# 三浦ミツ
三浦 ミツ（みうら ミツ、1888年〈明治21年〉12月20日 - 1968年〈昭和43年〉10月21日）は、日本の社会事業家、伝道師。岩手県渋民村（後の盛岡市）出身。別名、三浦光子（みうら みつこ）。旧姓は石川。歌人・石川啄木の実妹。

## 生涯
渋民村の曹洞宗宝徳寺に生まれる。4人きょうだい（上に姉2人と啄木）の末娘だった。出生当時、父（石川一禎）は僧侶という立場上正式な婚姻を届けず、ミツは母の私生児という扱いで、母の姓である「工藤」を名乗っていたが、啄木が尋常小学校に入るとそれでは不便だとして1892年（明治25年）9月3日付で両親は正式な夫婦の届けを出し、ミツは養女という扱いで「石川ミツ」となった。
カトリック系の盛岡女学校（現・盛岡白百合学園）に入学。卒業しないまま1907年（明治40年）5月に北海道小樽へ渡る。この北海道への移住は、父が宗務費滞納を原因に住職を罷免され、いったん赦免されたものの最終的に住職再任を断念して渋民を去ったことが要因だった。啄木に連れ添われて渡道し、函館で別れて小樽に住む次姉夫妻の下で暮らした。同年8月には脚気の治療のため、一時函館の啄木宅に出向いている。10月、日本メソヂスト小樽教会で受洗した。
1908年（明治41年）4月、啄木は宮崎郁雨の援助で文学活動のため上京、妻子と母が函館で暮らすことになる。ミツも母と義姉が住む函館に移り住んだ後、12月からは同地の女性宣教使に付き従い、1909年（明治42年）春に旭川に移った。ミツはこの宣教師（イバンス）の援助を得て、1910年春に日本聖公会の婦人伝道師養成学校である愛知県名古屋市の聖使女学院に入る。聖使女学院の移転に伴い、同年12月にミツは兵庫県芦屋市に移った。
この間、啄木を兄事して支援を惜しまなかった宮崎郁雨はミツと結婚して啄木と兄弟となることを考え、1907年10月に小樽の啄木宅に赴いた際（これは郁雨が初めてミツと対面した直後だった）と、1909年6月に啄木の家族を連れて上京した際の二度、啄木にミツとの結婚を申し入れたがいずれも拒否される。後者の相談をした折に啄木から「兄弟になるなら」と妻・節子の妹を勧められて後に結婚した。
聖使女学院在学中の1911年夏、休暇で旭川にいたミツは、東京で病床にあった啄木から、家事の手伝いのために呼ばれ（節子も病気で、母は弱っていた）、8月10日から9月14日まで滞在した。啄木が郁雨からの手紙により妻と不和となり、それが原因で宮崎郁雨と義絶する事件が起きたのはこの間である。
啄木が死去した1912年当時は、聖使女学院3年生として伝道の実地研修で広島県呉市に滞在していた。
その後聖使女学院を卒業する。札幌市、福岡県久留米市、東京都江東区深川、奈良県など各地で伝道師として活動した。
1922年（大正11年）、聖公会の司祭である三浦清一と結婚。夫と苦楽を共にし、彼のもとに集う若者たちを常に温かく包んだ、と評されている。1938年（昭和13年）、清一が社会科学の論文を雑誌に載せたことで危険思想の持主と見なされて警察に拘留されると、熊本県阿蘇市の教会に移って教会と会員家族を守った。
清一の拘留が解かれた後、1944年（昭和19年）に兵庫県神戸市に移り、清一が設立した救貧施設・愛隣館に勤務。1962年（昭和37年）に清一が67歳で死去した後、夫の後を継いで館長の職に就任。貧しい人々の救済に尽力すると共に、日本聖公会神戸昇天教会の忠実な信徒として働き続けた。1968年、満80歳で死去。
長男の三浦賜郎は社会福祉の研究者となり、大阪女子大学教授を務めた。

## 啄木の妹として
「クリストを人なりといへば、／妹の眼がかなしくも、／われをあはれむ。」（『悲しき玩具』）など、啄木の短歌にたびたび詠まれる妹とはミツのことである。啄木との仲はよくなかったとされ、啄木には『ローマ字日記』の「日本一仲の悪い兄妹」という記述や、最後にミツに送った書簡に「俺へ手紙をよこすとき用のないべらべらした文句を書くな、お前の手紙をみる度に俺は癇癪がおこる」という記述がある。
研究者の阿部たつをによると、ミツが啄木について公に語り始めるのは1924年に九州日日新聞（熊本日日新聞の前身の一つ）に寄稿した「兄啄木のことども」という記事が最初である。この最初の記事は「1911年9月に啄木が宮崎郁雨と義絶する原因になった『不愉快な事件』（啄木のミツ宛書簡にある表現）は、郁雨への節子の不貞である」とする説を（郁雨の名や「不愉快な事件」という表現を出さずに）記している。このあとミツは戦前に啄木の回想記を新聞や雑誌に三度にわたって発表した（うち一つは研究誌『呼子と口笛』への連載）。
1947年に香川県丸亀市で開催された「啄木を語る座談会」で、夫の三浦清一が節子の「不貞」説を改めて述べ、これが毎日新聞に掲載されたことで広まった。それに引き続き、1948年に初音書房から『悲しき兄啄木』を刊行する。「不貞」説に対しては金田一京助が1947年7月の『中央公論』に「啄木末期の苦杯」という文章を書き「この不祥事を指摘して最後の苦杯を味わわした令妹光子さんの度重なる冷徹なさいなみを悲しむ」と述べた。
1964年には『兄啄木の思い出』を理論社から刊行した。2冊の著書では、啄木の墓が郷里の岩手ではなく函館に建立されたことを厳しく批判している（岡田健蔵#石川啄木関連も参照）。この反響により1965年（昭和40年）には啄木生誕80年の記念行事の一環として、啄木の遺骨を岩手へ分骨して故郷へ葬ろうとの活動に至っている。
啄木研究者の岩城之徳は、節子の「不貞」説について批判・否定した。ミツは「不貞」の根拠の一つに、「郁雨は節子への愛情から、似た面立ちのその妹と結婚した」という点を挙げていたが、実際に郁雨が憧れていたのがミツだったことは前記の通りである。ミツは金田一の文章を読んで「私がすっかり兄嫁いじめの小姑にされているのを知り、それについて私の立場から、啄木の妻節子のいわゆる晩節について、はっきりしていることだけは書いておかねばならないと思った」として『兄啄木の思い出』を刊行したとされる。長浜功は、ミツが最初に九州日日新聞に掲載した文章で、啄木が節子宛の不審な手紙を読んで激怒したあと健康を害してミツに「神学校に戻らずここにいて助けてほしい、病気が治ればミツを作家に育てるから」という趣旨を話したという内容を、啄木にはミツを作家にしようとした形跡が全くないとして「創作」であると指摘し「証言の信憑性が疑われても仕方がない」とまで述べている。
なお、『悲しき兄啄木』については、歌人の頴田島一二郎が代筆したものであるという証言（宮崎修二朗）がある。